# Meniaylovite
La meniaylovite (simbolo IMA: Myl) è un raro minerale del gruppo della chukhrovite appartenente alla famiglia degli "alogenuri" con composizione chimica Ca4AlSi(SO4)F13 • 12H2O.

## Etimologia e storia
La meniaylovite è stata chiamata in questo modo da L.P. Vergasova, T.F. Semyonova, V.B. Epifanova, S.K. Filatov e V.M. Chubarov nel 2004 in onore di Igor Alexandrovich Meniaylov (in cirillico Игорь Александрович Меняйлов) (1937 - 1993), vulcanologo russo, Istituto di Vulcanologia dell'Estremo Oriente dell'Accademia russa delle scienze, per i suoi contributi alla geochimica relativa all'eruzione della frattura principale di Tolbachik.

## Classificazione
La classica nona edizione della sistematica dei minerali di Strunz, aggiornata dall'Associazione Mineralogica Internazionale (IMA) fino al 2009, elenca la meniaylovite nella classe "3. Alogeni" e nella sottoclasse "3.C Alogeni complessi"; questa è ulteriormente suddivisa in base alla composizione del minerale, in modo che la meniaylovite possa essere trovata nella sezione "3.CG Alluminofluoruri con CO3, SO4, PO4" dove insieme a chukhrovite-(Ca), chukhrovite-(Ce), chukhrovite-(Nd) e chukhrovite-(Y) forma il sistema nº 3.CG.10.
Tale classificazione rimane invariata anche nell'edizione successiva, proseguita dal database "mindat.org" e chiamata Classificazione Strunz-mindat.
Nella Sistematica dei lapis (Lapis-Systematik) di Stefan Weiß la meniaylovite si trova nella classe degli "alogenuri (fluoruri, cloruri, bromuri, ioduri)" e nella sottoclasse degli "alogenuri doppi (principalmente con OH,H2O)"; qui è nella sezione dei "fluoruri" dove forma il sistema nº III/C.01 insieme a leonardsenite, jakobssonite, gearksutite, acuminite, tikhonenkovite, artroeite, creedite, chukhrovite-(Ca), chukhrovite-(Y), chukhrovite-(Ce) e chukhrovite-(Nd).
Anche la classificazione dei minerali secondo Dana, usata principalmente nel mondo anglosassone, elenca la meniaylovite nella famiglia degli "alogenuri"; qui è nella classe dei "composti alogenuri" e nella sottoclasse dei "composti alogenuri con vari anioni". Qui forma il "gruppo della chukhrovite" con il numero di sistema 12.01.05 insieme a chukhrovite-(Ce), chukhrovite-(Nd) e chukhrovite-(Y).

## Abito cristallino
La meniaylovite cristallizza nel sistema cubico nel gruppo spaziale Fd3 con la costante di reticolo a = 16,722 Å, oltre ad avere 8 unità di misura per cella unitaria.

## Origine e giacitura
La meniaylovite è un prodotto dell'alterazione delle rocce vulcaniche da parte dei gas fumarolici; la paragenesi è con anidrite, gesso, ematite, malladrite e ralstonite (per campioni rinvenuti presso il vulcano Tolbačik, nel circondario federale dell'Estremo Oriente, Russia), oppure con anatasio, anidrite, bassanite, ematite, gesso, jarosite, opale, oskarssonite, ralstonite e jakobssonite (per campioni di minerale trovati presso il cono vulcanico Eldfell, nel Suðurland, in Islanda).
La località tipo della meniaylovite è il vulcano Tolbačik, in Russia.
Altri siti di ritrovamento sono il vulcano Krafla presso Þingeyjarsveit, il vulcano Fagradalsfjall presso Grindavík e il sito eruttivo Fimmvörðuháls a Rangárþing eystra, tutti in Islanda.
La meniaylovite è stata trovata anche nella contea di Hawaii (nell'omonimo Stato statunitense); nel vulcano Tajogaite a La Palma (isole Canarie, Spagna), nella miniera di "Clara" presso Oberwolfach (nel Baden-Württemberg, in Germania).

## Forma in cui si presenta in natura
La meniaylovite si presenta come cristalli ottaedrici e cubo-ottaedrici di dimensioni fino a 0,2 mm, ma anche in croste bianco-giallastre.
Il minerale è trasparente, con lucentezza vitrea; il colore va dal bianco al giallastro.